# El Hadj M'Hamed El Anka
El Hadj M'Hamed El Anka (en árabe: الـحــاج مــحــمــد الـعــنـقــة‎, Bereber ⴻⵍ ⵂⴰⴵ ⵎ'ⵂⴰⵎⴻⴷ ⴻⵍ ⴰⵏⴾⴰ), (20 de mayo de 1907, Argel, Argelia –  23 de noviembre de 1978, Argel, Argelia) también conocido como Hadj Muhammed Al Anka, El-Hadj M'Hamed El Anka (y varias otras combinaciones), fue considerado un gran maestro de la música clásica andaluza y la música de chaâbi argelino.

## Primeros años
Nació el 20 de mayo de 1907, bajo el nombre de Ait Ouarab Mohamed Idir Halo, en la calle Rue Tombouctou 4 en la Casba de Argel. Su familia, Ait Ouarab, era originaria de Taguersift, cerca de Freha en la Gran Cabilia; su padre era Mohamed Ben Hadj Saîd, y su madre era Fatma Bent Boudjemaâ.
Su padre enfermó el día de su nacimiento y tuvo que ser reemplazado por un tío materno para registrar el nacimiento, lo que provocó un error al grabar su nombre. Su tío se presentó como tal al empleado del registro, diciendo "Ana Khalou" ("Soy su tío" en árabe), y el empleado escribió "Halo". Por lo que entonces se convirtió en Halo Mohamed Idir a partir de entonces.
Estudió en tres escuelas de 1912 a 1918: Xoránico (1912-14), Brahim Fatah (en la Casba) de 1914-17, y otro en Bouzaréah hasta 1918. Dejó la escuela para ir a trabajar antes de su 11º cumpleaños.

## Carrera musical
A la edad de 13 años, el jeque líder de la orquesta Mustapha Nador notó su pasión y sentido del ritmo innato en un festival en el que tocaba su grupo, y lo tomó como Tardji (intérprete de pandereta) con su orquesta. El jeque y la orquesta le enseñaron la mandola, que se convirtió en el instrumento favorito de El Anka.
Después de la muerte del jeque Nador el 19 de mayo de 1926, en Cherchell, El Anka se hizo cargo de la organización de festivales para el grupo. La orquesta incluía a Si Saîd Larbi (nombre real Birou), Omar Bébéo (Slimane Allane) y Mustapha Oulid El Meddah, entre otros. En 1927 comenzó a tomar parte en los cursos impartidos por el jeque Sid Ah Oulid Lakehal, que siguió asiduamente hasta 1932.
En 1928 fue expuesto por primera vez al público en general, al grabar 27 discos (78 rpm) para Columbia, su primer editor, y participar en la inauguración de Radio PTT Argel.
El 5 de agosto de 1931, el jeque popular Abderrahmane Saîdi murió, y El Anka ayudó a llenar el vacío. Su popularidad, respaldada por el nuevo reproductor de discos y la radio, creció una vez lo invitaron a actuar para el Rey de Marruecos. Después de Columbia, hizo otros 10 discos de 78 rpm con Algériaphone en 1932, y otros diez discos de 78 rpm con Polyphone. A su regreso de La Meca (en memoria de la cual compuso la canción El Houdja) en 1937, reformó su orquesta y realizó una gira por Argelia y Francia.
Un elemento referente a su sonido cambió en 1932 cuando se decidió un cambio de instrumentos. 1932 fue el año en que trabajó con un luthier para crear una gran mandola. Descubrió que las mandolas utilizadas por la orquesta eran demasiado agudas y no lo suficientemente fuertes. Le pidió a un luthier que hiciera uno mucho más grande, y esa mandola se convertiría en su instrumento principal.
Después de la Segunda Guerra Mundial, El Hadj Muhammad El Anka fue invitado a dirigir la música popular en ENRS Argel Radio, que sucedió a Radio PTT. La música popular que promovió desde 1946 se convirtió en "chaâbi". En 1955 comenzó a enseñar chaâbi como profesor en la Academia municipal de Argel. Sus primeros alumnos se convirtieron en jeques a su vez, incluidos Amar Lâachab, Hassen Said y Rachid Souki.
En total, El Hadj El Anka escribió casi 360 canciones y produjo aproximadamente 130 discos. Trabajos notables incluyen Lahmam lirabitou, It Sebhan Ellah Ya y Win saâdi win. Murió el 23 de noviembre de 1978 en Argel y fue enterrado en el cementerio de El Kettar.